# 2011年新加坡大选
新加坡第11届国会选举在2011年5月7日举行。新加坡国会的任期为五年。在新加坡，法律規定實施强制投票，并由总理公署属下的选举局执行。上届国会在2011年4月19日宣布解散。提名日为2011年4月27日。这是执政的人民行动党继上届大选后，连续第二次无法在提名日直接蝉联执政。

## 背景
本次大选是新加坡自独立后举行的第11次大选，亦是新加坡人民行动党自1959年新加坡成為自治邦執政后的第13次選舉，这是李显龙任该党秘书长及新加坡總理后的第二次大选。

### 国会改革
2010年3月11日，政府向国会提出三项法案：有关宪法修改，总统选举和国会选举。这些修正案减少了执政党在国会的数量，增加了反对党的数量：国会中将至少有九名反对党议员（原来是最多六名，如果当选的反对党议员不足九名，将由非选区议员填补）；官委议员制度成为永久性制度；增加选前冷静日制度，即投票日的前一天，任何政党都不可举行竞选活动包括网络活动，竞选广播除外。政党、候选人及其竞选代理，可使用的新媒体增加到包括影音播客、照片/录像共享网站、彩信、Facebook、Twitter、手机应用程序等。2010年4月26日，该修正案在经过三个小时的辩论后以74比1的结果获得通过。

### 政党
新加坡人民行动党自1965年新加坡独立以来一直执政，由总理李显龙领导。
本届参选反对党包括：
- 新加坡工人党－秘书长：刘程强[5]
- 新加坡人民党－秘书长：詹时中[6]
- 革新党－秘书长：肯尼思·惹耶勒南[7]
- 新加坡民主党－秘书长：徐顺全[8]
- 国民团结党－秘书长：吴明盛[9]
- 新加坡民主联盟－秘书长：林睦荃[10]

### 选区划分

2011年选区划分图

2011年選區劃分圖

新选举地图于2011年2月24日公布，总共87个议席由12个单选区和15个集选区组成。
与上次大选相比，本届选区的主要特点是增加了单选区数—从原来的九个增加到至少十二个；缩小集选区规模—产生更多小规模集选区，集选区平均人数不超过五人。

## 大选概况
- 单选区数：12
- 集选区数：15
- 总议席：87
- 选民人数：2,349,091
- 选区公布：2011年2月24日
- 解散国会：2011年4月19日
- 提名日：2011年4月27日
- 冷静日：2011年5月6日
- 大选日：2011年5月7日
- 候选人按柜金：S$16,000
- 按柜金没收：得票率少于12.5％

## 选举结果
| 政党           | 单选区当选议席 | 集选区当选议席 | 当选议席总数 | 得票总数  | 得票率 |
| -------------- | -------------- | -------------- | ------------ | --------- | ------ |
| 人民行动党     | 11             | 70             | 81           | 1,210,617 | 60.14% |
| 工人党         | 1              | 5              | 6            | 258,141   | 12.82% |
| 国民团结党     | 0              | 0              | 0            | 242,369   | 12.04% |
| 新加坡民主联盟 | 0              | 0              | 0            | 55,932    | 2.78%  |
| 新加坡人民党   | 0              | 0              | 0            | 62,504    | 3.11%  |
| 新加坡民主党   | 0              | 0              | 0            | 97,239    | 4.83%  |
| 革新党         | 0              | 0              | 0            | 86,174    | 4.28%  |

据选举局8日凌晨公布的投票选民数目，7日参加投票的选民人数达205万7690名，占了可投票选民的93.06％。这是新加坡独立以来最多候选人参加角逐，也是最多选民参加投票的一次大选。人民行动党取得的60.14％总得票率，将继续执政。其中行动党在丹戎巴葛集选区的5个议席是在没有竞选对手之下获得。
这次选举最值得关注的是工人党秘书长刘程强走出后港区，率領該黨主席林瑞蓮和臺灣裔律師陳碩茂等转攻阿裕尼集选区，以54.71％对45.29%的得票率，擊敗由外交部长杨荣文领军的人民行動黨团队，使執政黨創下競選集選區以來最大失利。工人黨由此成為自1988年設立集選區以來首個拿下集選區的反對黨，也讓行動黨長達23年的集選區不敗金身告破。而人民行動黨在阿裕尼區的敗選也意味著內閣損失了3名部長（即時任外交部長楊榮文，時任總理公署部長陳惠華以及時任外交部政務部長再諾）。另一方面，后港区上阵的饶欣龙以64.81％得票率保住这一区议席，其他的如切区候选人余振忠以48.99％得票率和东海岸集选区的五人竞选团队所赢得的45.17％得票率，这足已让它取得另两个非选区议席，選後工人黨接受兩席非選區議員的席位，已使工人党崛起成为国会里具分量的反对党。
阿裕尼集選區首次被工人黨拿下。對人民行動黨來說是一個嚴重的警訊。選前內閣資政李光耀的「阿裕尼選民會後悔五年」之言論遭到反對黨及社會各界狠批，被認為是行動黨以45.29%恥辱性得票率輸掉阿裕尼的主要原因，亦使李顯龍總理公開宣佈他與李光耀的看法是不一樣。
取代丈夫詹时中在波东巴西区上阵的罗文丽，仅以114票微差敗給第三次出戰該選區的行動黨候選人司徒宇斌，因其得票率為敗選者最高（49.64%）也受邀出任非选区议员。詹时中率队到碧山—大巴窑集选区竞选落败，结束他的政治生涯。
这次选举证明工人党喊出“迈向第一世界国会”竞选口号已赢得不少选民的认同，它所角逐的四个集选区和四个单议席选区，全都取得超过40％的得票率，全國總得票率更高達46.58%，為歷來反對黨最高。刘程强形容他在阿裕尼集选区的胜利是新加坡政治和未来一代的里程碑，“阿裕尼选民作出这个不容易的决定，是要告诉行动党政府他们要使新加坡的民主成熟”。是次行動黨的整體得票率比去屆大跌6%，趺至六成，是自建國以來最低。選後李光耀與吳作棟決定退出內閣，李光耀結束他在政府內閣長達五十二年的生涯，意味著李顯龍將全面接掌政權。
2012年2月15日下午5时，新加坡工人党召开记者会，党主席兼阿裕尼集选区议员林瑞莲在会上宣布，工人党将开除饶欣龙的党籍，后港居民将补选国会议员。同时，工人党秘书长兼阿裕尼集选区议员刘程强因选民必须补选而作出道歉。他说，后港是捍卫新加坡民主的先锋，没有后港居民，就没有过去20年政治的发展。在饶欣龙被曝出负面新闻之后，為了不能辜负后港选民的信任，因此要让他们有机会补选。總理府在5月9日宣佈，5月16日為后港選區補選提名日，意味補選將會在5月26日舉行。工人黨最後勝出選舉。

## 与2006年大选相比较
由于选区划分与上次的不同，不过下面几个选区（SMC代表单选区，GRC代表集选区）在上次大选时也存在。根据上次和这次各竞争政党在这些地区的得票率的总体变化，可以看出在很多选区人民行动党的支持率呈下降趋势，而反对党的则持上升趋势。部分集選區及單選區執政黨和反對黨的選票差距更不足五個百分點。因此可以推断，新加坡未来的政党竞争会越来越激烈，民主选举制度会更加成熟。反對黨在下次選舉有機會攻下更多的集選區。
| #  | 选区                    | 行动党获得的选票 | %     | 变化幅度 | 反对党获得的选票  | %     | 变化幅度 |
| -- | ----------------------- | ---------------- | ----- | -------- | ----------------- | ----- | -------- |
| 1  | 如切單選區（SMC）       | 9,630            | 51.01 | ▼ 14.00  | 工人党 9,248      | 48.99 | ▲ 14.00  |
| 2  | 三巴旺集選區（GRC）     | 84,185           | 63.89 | ▼ 12.81  | 民主党 47,578     | 36.11 | ▲ 12.81  |
| 3  | 淡濱尼集選區（GRC）     | 72,664           | 57.22 | ▼ 11.29  | 国民团结党 54,337 | 42.78 | ▲ 11.29  |
| 4  | 武吉班讓單選區（SMC）   | 20,349           | 66.26 | ▼ 10.93  | 民主党 10,362     | 33.74 | ▲ 10.93  |
| 5  | 阿裕尼集選區（GRC）     | 59,732           | 45.29 | ▼ 10.80  | 工人党 72,165     | 54.71 | ▲ 10.80  |
| 6  | 東海岸集選區（GRC）     | 59,895           | 54.83 | ▼ 9.03   | 工人党 49,342     | 45.17 | ▲ 9.03   |
| 7  | 波東巴西單選區（SMC）   | 7,973            | 50.36 | ▲ 6.18   | 人民党 7,859      | 49.64 | ▼ 6.18   |
| 8  | 白沙－榜鵝集選區（GRC） | 100,382          | 64.79 | ▼ 3.91   | 民主联盟 54,546   | 35.21 | ▲ 3.91   |
| 9  | 宏茂橋集選區（GRC）     | 112,544          | 69.33 | ▲ 3.19   | 革新党 49,779     | 30.67 | ▼ 3.19   |
| 10 | 後港單選區（SMC）       | 8,053            | 35.19 | ▼ 2.07   | 工人党 14,833     | 64.81 | ▲ 2.07   |

## 争议
在大选前，前总理李光耀对阿裕尼集选区的选民讲：“如果你们投给反对党，你们这里就会变成贫民区。”结果引起该选区选民反感，最终工人党战胜人民行动党，赢得了阿裕尼集选区的国会席位。